# Юді Сімелан
Юді Сімелан (11 березня 1977 — 28 квітня 2008) — південноафриканська футболістка, яка грала за національну збірну ПАР та активістка руху за права ЛГБТ. Вона була зґвалтована та вбита у своєму рідному місті КваТема, Спрінгс, Гаутенг.

## Ранні роки життя
Сімелан народилася у КваТема, Гаутенг, Південна Африка.

## Футбол
Сімелане грала півзахисницею за футбольний клуб «Спрінгс Хоум Свіперс» та національну збірну Південної Африки. Також вона тренувала чотири команди й вчилася на арбітра.

## Смерть
Частково одягнене тіло Сімелане було знайдено у струмку у КваТема. Її викрали, групове зґвалтували, побили та завдали 25 ножових поранень в обличчя, груди та ноги. Вона була однією з перших жінок, які відкрито жили як лесбійки у КваТема. У звіті міжнародної неурядової організації ActionAid, підтриманому Південноафриканською комісією з прав людини, йдеться про те, що її вбивство було злочином на ґрунті ненависті, скоєним проти неї через її сексуальну орієнтацію.
За даними місцевої правозахисної організації геїв The Triangle Project, у Південній Африці поширена практика «виправного зґвалтування», коли чоловіки ґвалтують лесбійок нібито для того, щоб «вилікувати» їх від сексуальної орієнтації.
Судовий процес над чотирма підозрюваними нападниками розпочався 11 лютого 2009 року в Дельмасі, Мпумаланга. Один з чотирьох нападників визнав себе винним у зґвалтуванні та вбивстві й був засуджений до 32 років ув'язнення. У вересні 2009 року ще одного визнали винним у вбивстві, зґвалтуванні та пограбуванні та засудили до довічного позбавлення волі плюс 35 років, але двоє інших обвинувачених були виправдані.

## Почесті
У 2009 році у КваТема, Спрінгс, Гаутенг, на її честь було споруджено мініатюрний міст.